# Bermudes aux Jeux olympiques
Les Bermudes ont participé à 17 Jeux d'été et à 7 Jeux d'hiver.
Le pays gagne sa première médaille, en bronze par Clarence Hill en boxe aux Jeux olympiques de 1976.
Il remporte sa première médaille d'or lors des Jeux olympiques de 2020 par Flora Duffy en triathlon.